# Carlene Carter
Carlene Carter (Rebecca Carlene Smith; 26 de septiembre de 1955) es una cantante y compositora estadounidense de música country. Es hija de June Carter y su primer esposo, Carl Smith, también cantante de country.
Carter ha grabado doce álbumes desde 1978. En el mismo tiempo, ha lanzado más de veinte sencillos, tres de ellos que ingresaron en el top 3 de la lista Billboard especializada en música country.

## Discografía
- 1978 - Carlene Carter
- 1979 - Two Sides to Every Woman
- 1980 - Musical Shapes
- 1981 - Blue Nun
- 1983 - C'est C Bon
- 1990 - I Fell in Love
- 1993 - Little Love Letters
- 1995 - Little Acts of Treason
- 2008 - Stronger
- 2014 - Carter Girl